# Инцидент Филдинга-Биландта
Инцидент Филдинга-Биландта, также дело Филдинга-Биландта — краткий морской бой, фактически демонстрация, у острова Уайт 31 декабря 1779 года, между британской эскадрой под командованием коммодора Чарльза Филдинга (англ. Charles Fielding), и голландской эскадрой, которой командовал контр-адмирал Лодвейк ван Биландт сопровождавший конвой. Голландцы и англичане не были в состоянии войны, но англичане хотели осмотреть голландских «купцов» на предмет грузов, объявленных в Британии контрабандой и предназначенных для Франции, тогда участницы Американской войны за независимость. Биландт пытался избежать инспекции, предлагая взамен грузовые манифесты судов конвоя но, когда Филдинг настоял на обыске, Биландт удовлетворился кратким формальным сопротивлением, прежде чем спустить флаг.
Британцы захватили голландские торговые суда и отвели их в Портсмут в качестве призов, за ними следовала голландская эскадра. Инцидент обострил дипломатические отношения между Великобританией и Голландской республикой почти до разрыва и в конечном счете приблизил войну между ними. Он также способствовал формированию первого вооруженного нейтралитета, к которому Голландия присоединилась в декабре 1780 года.

## Исторический фон
Голландская республика, после периода борьбы во второй половине XVII века, стала стойким союзником Великобритании, сначала (после Славной революции 1688 года) в качестве старшего партнера по альянсу, но в конце XVIII века уже как младший партнер. Она была связана с Великобританией рядом договоров о военном союзе (в частности, договора 1678, 1689 и 1716 годов), которые можно было трактовать как обязательство предоставлять военную помощь. С другой стороны, по Бредскому договору и его продолжению, торговому договору 1668 года (подтвержденному в Вестминстерском договоре) она получила от Англии важную уступку: право перевозить на своих кораблях неконтрабандные грузы в страны, с которыми Британия была в состоянии войны, без захвата этих товаров Великобританией, даже если они были собственностью подданных воюющих держав (что обычно называют принципом «свободное судно, свободный груз»). Понятие «контрабанда» в этих договорах было строго определено как «оружие и боеприпасы». Так называемые «морские припасы» (англ. Naval stores), под которыми обычно понимаются строевой лес, мачтовый лес, троса, парусина, смола и дёготь, не считались контрабандой. Это право приобрело большую важность во время войн, в которых Британия участвовала, но Республика оставалась нейтральной, таких как Семилетняя война, а после 1778 года Американская революционная война, когда Британия оказалась одна против восставших американских колоний и их союзников, Франции и Испании. Это право можно было толковать как освобождение голландских судов от инспекции Королевским флотом (или, по крайней мере, от конфискации грузов британским призовым судом), что подрывало способность Великобритании поддерживать эффективное эмбарго на торговлю с её врагами, тем более что голландский торговый флот в то время ещё играл роль первого европейского перевозчика.
Хотя общественное мнение в Республике все более и более склонялось в пользу американской революции, после 1776 года голландское правительство, где доминировал штатгальтер Вильгельм V и его автократический режим, было склонно поддерживать англичан. Тем не менее, сильно федерализованная структура Республики мешала центральному правительству эффективно вмешиваться в торговые дела таких городов, как Амстердам, который вел очень выгодную торговлю с американскими повстанцами (обмен оружия и боеприпасов на колониальные товары, например табак) через перевалочный пункт Голландской Вест-Индской компании в колонии Синт-Эстатиус. Амстердамские купцы также поставляли во Францию морские припасы, в которых она нуждалась для строительства военно-морского флота, но была не в состоянии обеспечить себя через Норвегию и Балтийские страны из-за британской блокады. Поэтому Республика как нейтральная держава была очень полезна французам для их военных усилий. Британия, конечно, смотрела на эти маневры неблагосклонно, и пытались заставить голландское правительство положить им конец. Однако дипломатические средства не помогали. Республика отказалась предоставить военную помощь в форме передачи «взаймы» наемной Шотландской бригады, когда Британия запросила эту бригаду для службы в Америке. Кроме того, в 1779 году она предоставила (неохотно) убежище в голландских территориальных водах эскадре американского приватира Джон Пол Джонса, и отказалась наложить эмбарго на экспорт оружия и боеприпасов. Эти отказы были следствием влияния Амстердама, но сказалось и дипломатическое давление Франции, которое поддерживал её весьма способный посол, Келен де ла Вогьон (фр. Paul François de Quelen de la Vauguyon). Когда дипломатических средств не хватало, Великобритания все чаще прибегала к изъятию грузов, которые считала контрабандой, с голландских судов в море, как силами Королевского флота, так и британских приватиров. Это вызвало бурный протест пострадавших купцов, к которым голландское правительство сначала оставалось глухо. Тогда Франция начала давить на голландское правительство, подталкивая «защищать свои договорные права», выборочно подвергая экономическим санкциям голландские города, которые поддерживали штатгальтера в его нежелании принимать контрмеры против британских «грабежей». Эти санкции скоро убедили другие города вслед за Амстердамом требовать сопровождения голландским флотом торговых конвоев.
Генеральные штаты Нидерландов в ноябре 1779 года изменили свою позицию и приказали штатгальтеру, как верховному главнокомандующему Республики, начать ограниченное конвоирование голландского судоходства. И это несмотря на то, что голландский флот, из-за долгого небрежения, стал лишь тенью прошлого. 20 линейных кораблей, ещё не слишком старых для службы, не могли противостоять британским 90- и 80-пушечным. Согласно голландскому историку де Йонгу, у Королевского флота в то время было 137 линейных кораблей, а у французского 68. Де Йонг, очевидно, считает линейными корабли от 60- до 44-пушечного. К 1779 году Франция прекратила их строить, Британия продолжала, но считала непригодными к линейному бою, а в Голландии они составляли большинство. Если же их исключить, у Британии было 90 кораблей, у Франции 63, а у Голландии 7. После долгих обсуждений в 1778 году Генеральные штаты решились на программу военного кораблестроения. Предполагалось построить 24 новых линейных корабля (из них восемнадцать 50−54 пушечных и только шесть 60−64 пушечных), но эта программа продвигалась очень медленно, главным образом потому, что только провинция Голландия внесла свою долю расходов. Ни один из новых кораблей ещё был готов. Это не обещало ничего хорошего в будущем конфликте с Великобританией и помогает объяснить определенное отсутствие энтузиазма в голландском флоте к участию в таком конфликте. Хотя Республика не согласилась с британской интерпретацией торгового договора, по которой морские припасы рассматривались как контрабанда, штатгальтер в конце концов одержал верх в своей политике исключения таких грузов из конвоев, чтобы уменьшить трения с британцами.

## Инцидент
Когда в декабре 1779 года были подготовлены первые конвои (один в Вест-Индию, контр-адмирал Виллем Круль, нидерл. Willem Crul), а другой во Францию и Средиземное море, контр-адмирал граф Лодевейк ван Биландт), штатгальтер дал письменные указания, что они должны исключить суда, груженые морскими припасами (как он в то время понимал их британское определение, по существу, строевой лес). Он также запрещал кораблям «наций, не признанных Республикой» (фактически кораблям Джон Пол Джонса), присоединяться к конвою. Наконец, он предписал Биландту избегать всего, что может поставить под угрозу нейтралитет Республики.
Эскадра контр-адмирала Биландта (флагман 54-пушечный Prinses Royal Frederika Sophia Maria, два двухдечных, 44 и 40 пушек, и два фрегата по 26) вышла из Текселя 27 декабря 1779 года. Они сопровождали 17 голландских «купцов». После нескольких дней спокойного перехода Английским каналом, утром 30 декабря конвой столкнулся с британской эскадрой. Она состояла из 90-пушечного HMS Namur, под брейд-вымпелом коммодора Филдинга, четырёх 74-пушечных, одного 60- и одного 50-пушечного, а также фрегата (32), двух 20-пушечных и двух малых кораблей. HMS Courageux приветствовал голландский флагман и запросил переговоров, на что Биландт согласился. Филдинг затем отправил шлюпку с двумя парламентёрами, один из них был его флаг-капитан Маршалл. Маршалл потребовал согласия Биландта на физический осмотр голландских торговых судов.
Биландт ответил, что запрос беспрецедентен, так как в мирное время добросовестность военного эскорта принимается на веру, когда командир заверяет честным словом, что конвой не везет контрабанды. Он подготовил манифесты судов конвоя и заверенные заявления торговых капитанов, что они не имеют на борту контрабанды, и добавил, что он лично убедился, что среди грузов нет строевого леса, хотя голландцы и не считают его контрабандой. Маршалл спросил, не имеют ли суда на борту пеньки или железа (он, видимо, был в курсе) и Биландт признал, что имеют и что это никогда не считалось контрабандой. Маршал ответил, что в соответствии с британскими инструкциями, именно эти товары в настоящее время составляют контрабанду. Видя, что он ничего больше не добьется с Маршаллом, Биландт затем послал своего флаг-капитана и племянника, Сигизмунда Фредерика ван Биландта, на Namur вести прямые переговоры с Филдингом. Они не пришли к соглашению. Филдинг заявил, что начнет обыск голландских судов на следующее утро (поскольку уже настала ночь) и Биландт-младший ответил, что в этом случае голландцы откроют огонь.
За ночь 12 голландским торговым судам удалось ускользнуть, так что на следующее утро с конвоем были только остальные 5. Филдинг приблизился с тремя линейными кораблями (Namur и два 74-пушечных), но его блокировал Биландт с Prinses Royal, Argo и фрегатом Alarm (два других голландских кораблях были вне досягаемости). Тем не менее, Namur направил катер к одному из голландских «купцов» и тогда Prinses Royal сделала два выстрела ему под нос, чтобы заставить отвернуть. О дальнейшем британская и голландская версии расходятся. Согласно показаниям Биландта и его капитанов, данным под присягой во время военно-полевого суда, три английских корабля немедленно сделали залп всем бортом, на что голландские корабли ответили также залпом. По словам Филдинга, он сделал один выстрел, в ответ последовал залп, на который британцы сами ответили залпами.
После этой перестрелки Биландт сразу спустил флаг и поднял сигнал другим голландским кораблям сделать то же самое. Это примечательно, так как постоянный приказ прямо запрещал голландским кораблям сдаваться, если они ещё способны драться, даже если флагман сдался. Как выяснилось на суде Биландта, перед отходом из Текселя он раздал своим капитанам запечатанные приказы, гласившие что им следует сдаться, когда он сделает назначенный сигнал. Позже он объяснил, что написал эти секретные приказы, потому что предвидел столкновение с подавляющим превосходством в силах, против которого сопротивление бесполезно. Он решил в таком случае оказать лишь символическое сопротивление, достаточное для «сохранения чести», но было необходимо удержать капитанов от проявлений излишней храбрости, так как оно противоречило бы его цели избежать ненужного кровопролития.
Это был типичный пример войны XVIII века, направленной более чем современная на избежание ненужных жертв. Британцы восприняли спуск флага как и было задумано: как способ прервать бой, а не как реальную капитуляцию. Они не предприняли никаких попыток овладеть голландскими кораблями. Филдинг продолжил свою инспекцию пяти торговых судов и затем их арестовал, когда обнаружил «контрабандную» пеньку. Затем он направил послание Биландту, разрешающее тому снова поднять флаг и продолжить свой путь. Биландт ответил, однако, что останется с «купцами». Возможно раздраженный этим, Филдинг тогда потребовал, чтобы голландские военные корабли приветствовали британский флаг, так как это его право согласно нескольким англо-голландским договорам. Обычно голландцы не возражали против этой процедуры, но в данном случае Биландт колебался. Однако, чтобы избежать ненужной перестрелки и потому, что желал тщательно соблюдать договоры (чего Филдинг, по его мнению, не сделал), и таким образом подкрепить выставление британцев агрессорами, Биландт после протеста подчинился. Позже голландская публика не держала этот шаг против него. Наконец, британцы пошли с арестованными судами в Портсмут, за ними в порт последовал Биландт, который, как только прибыл, направил жалобу голландскому послу в Великобритании, графу Ван Вельдерену (нидерл. van Welderen). Впоследствии все 5 голландских «купцов» были приговорены как призы и должным образом конфискованы.

## Последствия
Голландская общественность была понятно возмущена, как действиями британцев, так и действиями Биландта, которые рассматривались как малодушие, а по мнению многих представляли собой трусость, если не измену. Чтобы защитить свою честь и очистить своё имя, Биландт потребовал военно-полевого суда. Высокопоставленная комиссия, включая не менее семи адмиралов, вскоре сняла с него все выдвинутые обвинения, хотя объяснить его тайный приказ о сдаче потребовало некоторой изворотливости. Тем не менее, прокурор выступил с заявлением, которое можно было легко принять за выступление защиты, и тем самым оставил у современников (но не таких историков, как Де Йонг) сильное впечатление, что адмирала обеляют. Многие даже подозревали, что поведение Биландта было результатом заговора штатгальтера в поддержку англичан.
В результате политических волнений штатгальтер был вынужден прекратить сопротивляться неограниченному конвоированию. Голландцы впредь пытались защитить свои полные договорные права, к удовлетворению Франции, приостановившей экономические санкции. Англичане, с другой стороны, прекратили притворяться относительно уважения договорных прав. В апреле 1780 года Британия расторгла торговый договор 1668 года и заявила, что отныне относится к Голландии как к любой другой нейтральной стране, без привилегии «свободных судов, свободных товаров». Однако в это же время императрица России Екатерина II, шокированная инцидентом, а ещё больше аналогичным обращением Испании с двумя русскими кораблями, решила выпустить манифест, в котором требовала уважения воюющими сторонами этого принципа для всех нейтралов. Франция и Испания быстро согласились (Испания принесла извинения), но Великобритания, конечно, возражала: декларация была направлена основном против практики Королевского флота. Екатерина затем начала переговоры с другими нейтральными державами, в том числе с Республикой, и образовала союз, впоследствии ставший Лигой вооружённого нейтралитета.
Республика увидела в нём возможность защитить себя от нападений Англии на торговлю без необходимости вступать в войну. Однако голландцы перестарались, запросив гарантий своим колониям от других членов Лиги. Этого Екатерина обещать не желала. В конце концов голландцы согласились на её предложения, и в декабре 1780 года присоединилась к Лиге. Британцы опрокинули этот гамбит, объявив Голландии войну по якобы не связанным с договором причинам, тем самым предоставив другим членам Лиги предлог уклониться от вооруженной помощи голландцам. Началась Четвёртая англо-голландская война.

## Силы сторон
| Великобритания  | Великобритания       | Великобритания                   | Голландия                                 | Голландия                      | Голландия                                  |
| Корабль (пушек) | Капитан              | Примечание                       | Корабль (пушек)                           | Капитан                        | Примечание                                 |
| --------------- | -------------------- | -------------------------------- | ----------------------------------------- | ------------------------------ | ------------------------------------------ |
| Namur (90)      | John Marshall        | флагман, коммодор Чарльз Филдинг | Prinses Royal Frederika Sophia Maria (54) | Sigismund Frederik van Bylandt | флагман, контр-адмирал Лодвейк ван Биландт |
| Valiant (74)    | Samuel Goodall       |                                  | Argo (40)                                 | Ян Хендрик ван Кинсберген      |                                            |
| Courageux (74)  | Thomas Allen         |                                  | Zwieten (44)                              | Naumann                        |                                            |
| Centaur (74)    | J. N. P. Nott        |                                  | Valk (26)                                 | Silvester                      | фрегат                                     |
| Thunderer (74)  | James Bradby         |                                  | Alarm (26)                                | Mulder                         | фрегат                                     |
| Buffalo (60)    | Н. Bromedge          |                                  |                                           |                                |                                            |
| Portland (50)   | Anthony Hunt         |                                  |                                           |                                |                                            |
| Emerald (32)    | Samuel Marshall      | фрегат                           |                                           |                                |                                            |
| Seaford (20)    | Isaac Prescott       | post-ship                        |                                           |                                |                                            |
| Camel (20)      | Richard Rodney Bligh | post-ship, бывший торговый       |                                           |                                |                                            |
| Hawk (12)       | Richard Murray       | куттер                           |                                           |                                |                                            |
| Wolf (8)        | M. Cole              | бриг                             |                                           |                                |                                            |